# Glassmaster

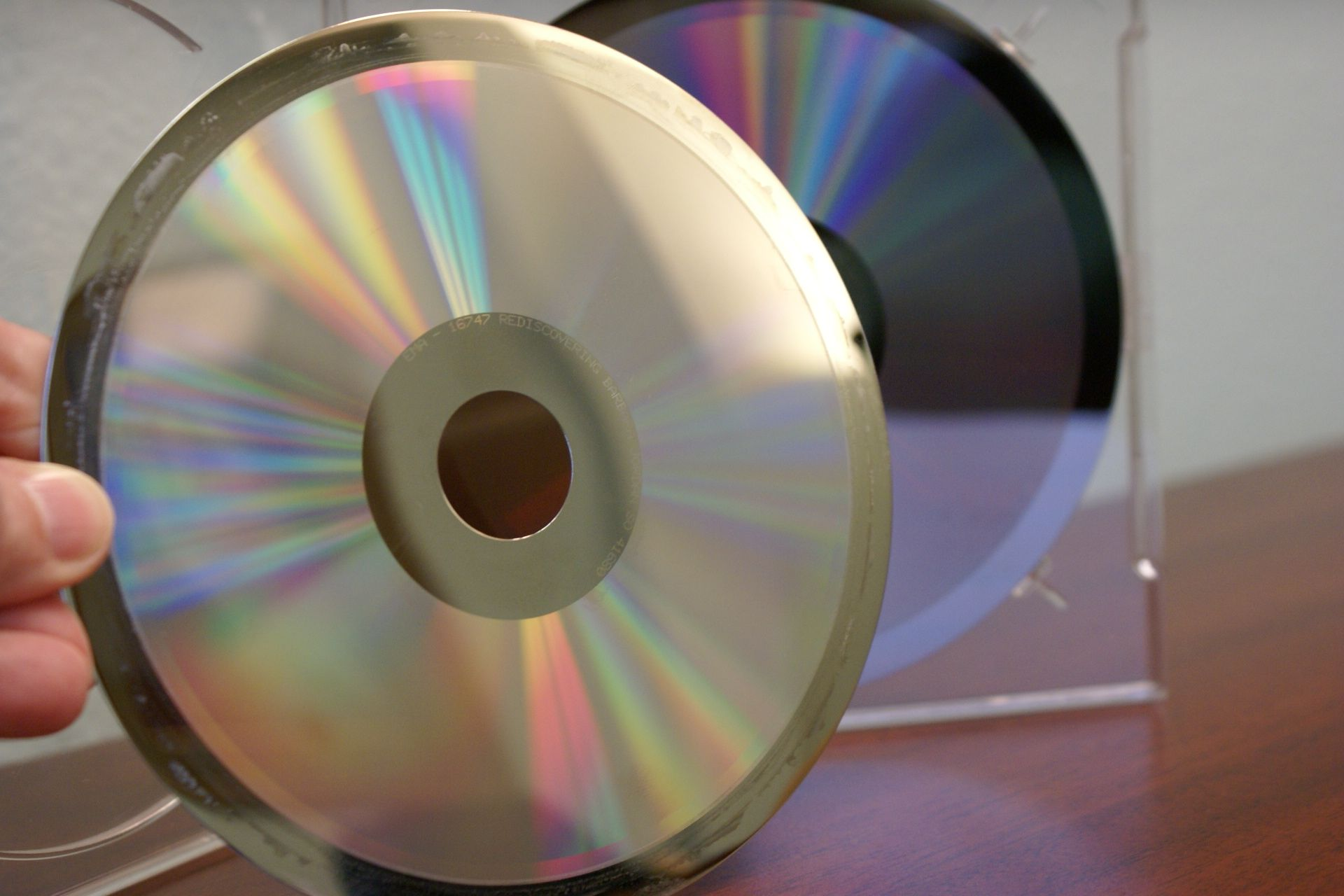
Glassmaster na alle doorgelopen stappen

Een glassmaster is een fase in de productie van compact discs. Van een cd-premaster wordt een glasmaster gemaakt. Van een glasmaster wordt een 'stamper' gemaakt.
Met deze stamper kunnen uiteindelijk cd's worden geperst.

## Proces
Ten eerste wordt de aangeleverde premaster gecontroleerd op fouten. Vingerafdrukken op de onderkant van een premaster kunnen al fouten veroorzaken. De controlesoftware die wordt gebruikt geeft de technicus een volledig beeld van de kwaliteit van de aangeleverde master. Na goedkeuring gaat de master door naar de glassmastering.
Een glasmaster is niet gewoon een glazen plaat maar bestaat uit laboratoriumglas. Het oppervlak moet volkomen glad gepolijst zijn. Microscopisch kleine krasjes op het glas hebben al invloed op de kwaliteit tijdens het maken van een glasmaster.
Tijdens het masteringproces wordt de glasmaster gegalvaniseerd. Dit vindt plaats in een steriele stofvrije ruimte. Vandaar dat de technicus zowel beschermende kleding als mond en voetbedekking draagt.
In een aparte ruimte worden met een speciale laser data op de coating aangebracht. Hierna wordt de glassmaster in een bad van een nikkellegering omgezet in een metalen plaat.
Na een tweede controle wordt van de glassmaster een stamper gemaakt. Uiteindelijk kan daarmee worden geperst.